# Die blaue Jacht
Die blaue Jacht ist ein Kriminalhörspiel aus der Reihe des Radio-Tatorts. Die Textvorlage stammt von Matthias Wittekindt, der hier zum fünften Mal das bereits von seinem Vorgänger Frank Göhre für den Norddeutschen Rundfunk gestaltete Hamburger Ermittlerduo Kriminalhauptkommissarin Bettina Breuer und des verdeckten Ermittlers Jac Garthmann in seiner Textvorlage fortführt. Die blaue Jacht wurde zum ersten Mal am 21. April 2012 ausgestrahlt. Neben den Hauptdarstellern traten mit Ulrich Pleitgen, Ulrike C. Tscharre, Anne Moll und Stephan Schwartz weitere namhafte Sprecher beziehungsweise Schauspieler auf.
Der vorliegende 51. Fall der Gesamtreihe und achte Fall des Hamburger Tatorts dreht sich in erster Linie um das Verschwinden einer Luxusjacht einer deutschen Werft, vordergründig um Industriespionage, eventuell um Versicherungsbetrug und letztendlich doch um Mord.

## Inhalt
Kriminalhauptkommissarin Bettina Breuer vom LKA Hamburg wird auf einen bereits bearbeiteten Fall angesetzt, den die bisher betreuenden Polizeibehörden trotz umfangreicher Recherchen noch nicht klären konnten. In der Hamburger Parmur-Werft ist ein Jachtneubau im Wert von 12 Millionen Euro offensichtlich gestohlen wurden. Die sogenannte „Blaue Jacht“ verschwand ohne jede Spur einen Tag vor ihrer Jungfernfahrt. Da das Schiff laut Angaben der Werft und der Konstrukteure angeblich mit neuester, sensibler Technologie ausgestattet worden war, muss Bettina Breuer vordergründig wegen Industriespionage ermitteln.
Da eine der Spuren auf „Gudruns Landhaus“ mit angegliedertem Golfplatz verweist, indem sich neben den zahlreichen Unternehmern auch Werfteigentümer Reiner Pamur als Gast häufig einfindet, wird V-Mann Jac Garthmann erneut als verdeckter Ermittler in seiner Eigenschaft als Pianist in den Golfclub eingeschleust. Schließlich hatte er bereits für Pamur auf den Elbterrassen aufspielen dürfen, als es um das 40-jährige Firmenjubiläum und die Fertigstellung der besagten Jacht ging. In dieser Welt der scheinbar Reichen findet er einige gar nicht mehr so erfolgreiche Unternehmer, die aber immer noch den schönen Schein vorspielen möchten. Oder geht es in dem Fall wegen der angeblich an Bord befindlichen kostspieligen neuen Elektronik gar nur um Versicherungsbetrug, um sich finanziell über die Runden zu retten? Bevor die weiteren Fragen geklärt werden können, findet man Reiner Pamurs Leiche im Trockendock der Pamur-Werft.
Die kühl-pragmatische Karrierepolizistin Breuer und der intuitive Seiteneinsteiger Garthmann, dessen Konzertaktivitäten als Pianist und Alleinunterhalter seine Ermittlungsarbeit verschleiern, werden mehrfach kollidieren, da sich Breuer stets fragt, warum man ihr diesen Amateur beigeordnet hat. Aber Garthmanns Beobachtungsgabe und moralisches Gespür werden ihr mehrfach die beste Richtung vorgeben.

## Hintergrund

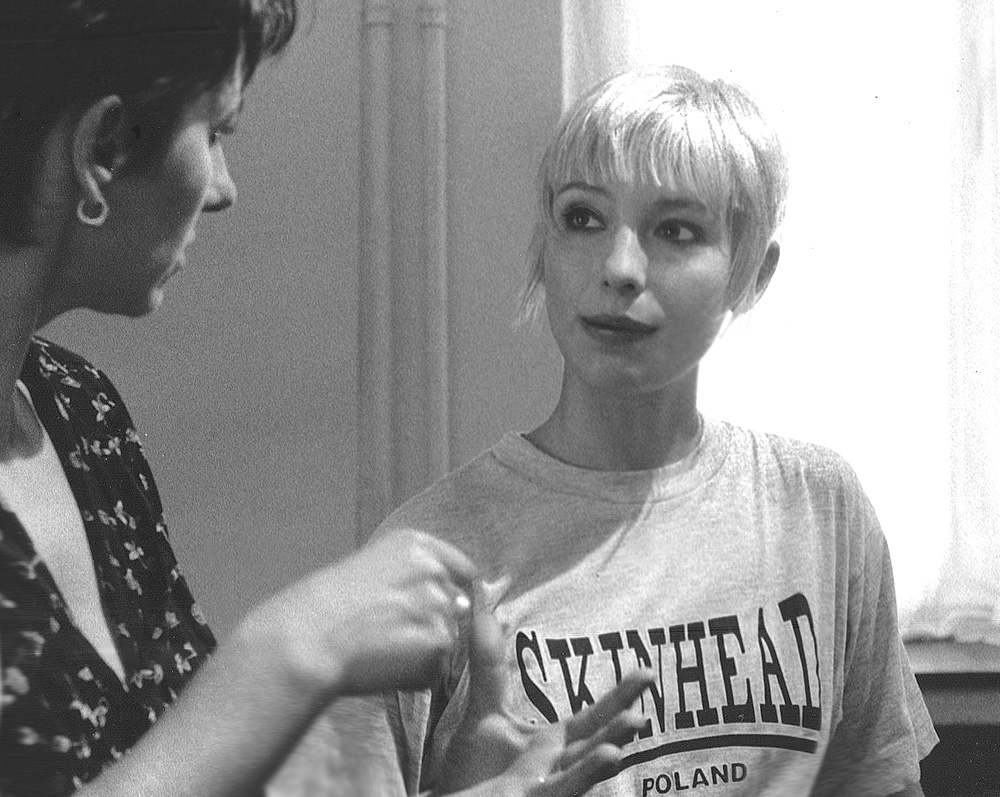
Sandra Borgmann, Sprecherin der Kriminalhauptkommissarin Bettina Breuer

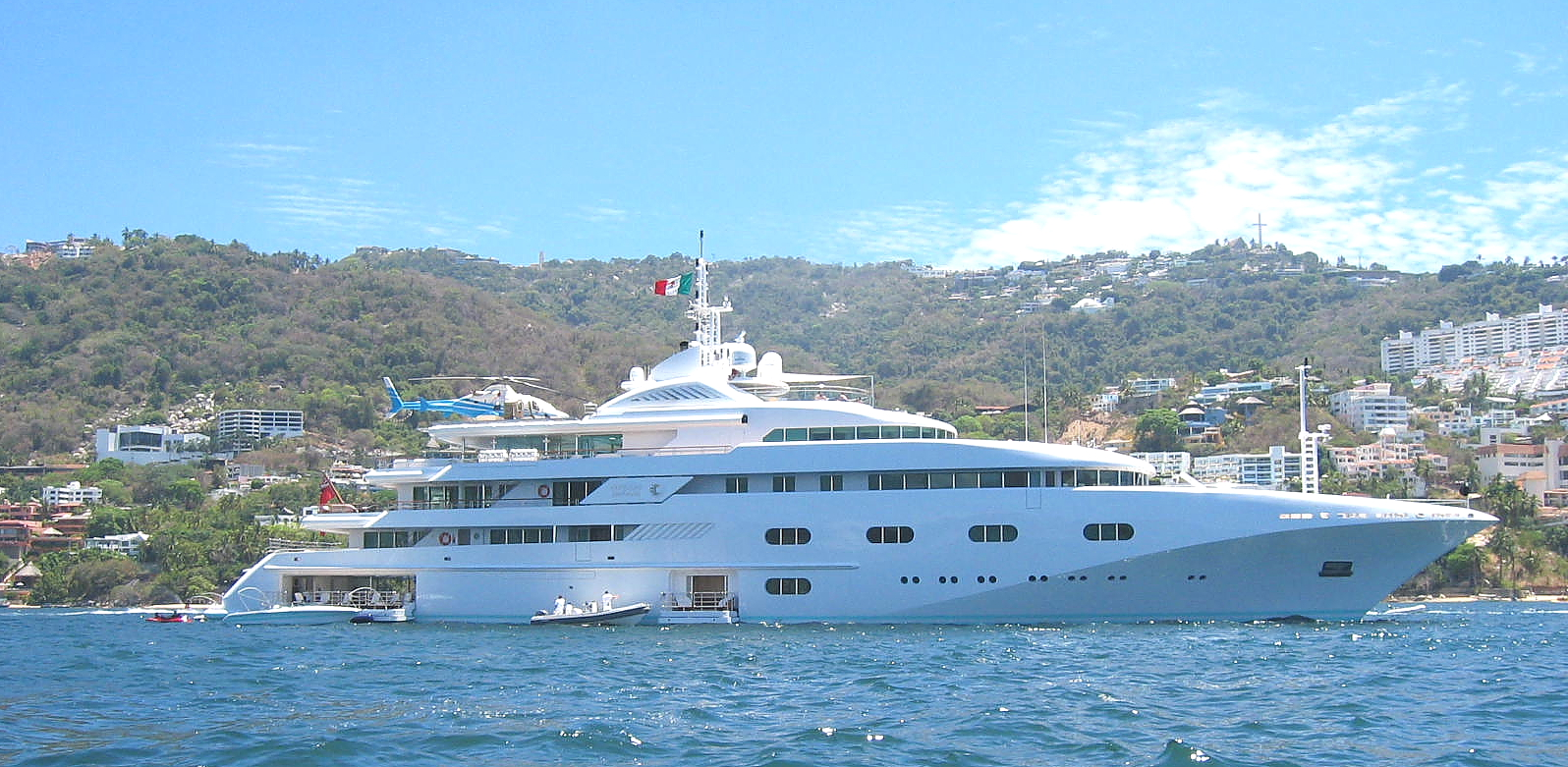
Luxusyacht Princess Mariana

Nach dem ersten Teil der Hamburger Tatortreihe, Schmutzige Wäsche, dessen Geschichte und Figurengestaltung von Schriftsteller Frank Göhre vorgenommen wurde, übernahm hier zum fünften Mal Matthias Wittekindt die Vorlage. Im Folgenden wurde die Reihe des Hamburger Radio-Tatorts neben Wittekindt (Tod eines Tauchers, Die gelben Laster, Störtebekers Rache, Totalverlust, Die blaue Jacht) von Elisabeth Herrmann (Schlick, Versunkene Gräber, Chicken Highway) gestaltet.
Martin Reinke wurde im Interview darauf angesprochen, dass er die Rolle des Jac Garthmann sehr „hamburgerisch“ angelegt hätte: „Das ist eine Art Liebeserklärung an meine Heimatstadt Hamburg. Ich bin ja Bühnenschauspieler und hatte leider nur einmal die Gelegenheit, auf der Bühne zu hamburgern. Und jetzt habe ich endlich mit Jac Garthmann das Glück, ihn sprachlich so zu färben.“
Erneut geht diesmal die Einleitung nicht über die Figur des Jac Garthmann, obwohl ihm im weiteren Verlauf der Geschichte und Ermittlungen eine wichtige Rolle zukommt. Der vorliegende Fall ist die zweite Episode, in der Sven Stricker Regie führte.

## Rezension
- „Das Hörspiel wirkt unordentlich und ohne roten Faden, es gibt überlagernde Gespräche und Ortswechsel kriegt man teilweise nur schwer mit – hierfür bräuchte es an einigen Stellen einen Erzähler. Auch der Plot ist kein Renner. Loben kann man dafür die tollen Musikstücke und auch die Sprecher leisten trotz öfterem Stimmengewirr gute Arbeit. Martin Reinke und Anne Moll, aber auch Ulrich Pleitgen sind in Monologen super.“[7]
- „Alle Landesrundfunkanstalten senden seitdem einmal im Monat den jeweils neuen ARD Radio Tatort, nutzen das kreative Potential ihrer besten Krimiautoren und sorgen für zusätzliche Aufmerksamkeit für die traditionsreiche Radiokunstform Hörspiel. Inzwischen erreicht der Radio Tatort ein Millionenpublikum, zusätzlich belegen hohe Abrufzahlen im Internet (www.radiotatort.ard.de) die Akzeptanz dieser Krimis.“[8]
- „In den Medien, in denen die Hinweise auf Rundfunksendungen, wenn überhaupt noch vorhanden, nur noch mit der Lupe gefunden werden konnten, wird der Hörfunk wieder wahrgenommen. Und die Kritiken – ganz gleich wie sie ausfallen – sie sind sogar ausführlich!“[9]